# Orel savanový
Orel savanový (Aquila spilogaster) je středně velký druh dravce z čeledi jestřábovitých žijící v Africe.

## Rozměry
Dosahuje délky 55 až 66 cm, resp. 60 až 70 cm. Rozpětí křídel se pohybuje od 142 do 150 cm. Váží 1,15 až 1,75 kg, přičemž existují velké rozdíly mezi váhou dle pohlaví. Zatímco samci dosahují váhy 1,15 až 1,3 kg, samice jsou těžší s 1,44 až 1,75 kg.

## Výskyt
Vyskytuje se v Africe na jih od Sahary, od Senegalu po Etiopii, Eritreu či Somálsko na východě a severovýchod Jihoafrické republiky na jihu. Obývá lesy, stromové savany a oblasti kolem řek lemovaných stromy. K vidění může být i na plantážích. Udává se, že jeden pár se vyskytuje na ploše 30 až 110 km2.

## Potrava
Živí se jinými druhy ptáků, zejména hrabavými v čele s frankolíny a perličkami. Dále do jeho jídelníčku patří plazi a malé druhy savců včetně zajíců a mangust. Loví často v páru a kořist následují do husté vegetace.

## Hnízdění
Hnízdí v období sucha (leden v Somálsku, únor v Gambii, říjen až listopad v Kongu, Ugandě či západní Keni, duben až září s vrcholem v červnu v jižní a střední Africe). Hnízda staví na horní hlavní vidlici vysokých stromů, často podél vodních toků. Snáší obvykle dvě vejce (jedno až tři), na kterých sedí 42 až 44 dní. Starší mládě obvykle zabije v hnízdě mladšího sourozence.

## Ohrožení
V hodnocení ohroženosti dle červeného seznamu IUCN patří mezi málo dotčené taxony.
Ohrožen je kácením lesů a pronásledováním kvůli útokům na drůbež.

## Chov v zoo
V evropských zoo patří k velmi vzácně chovaným druhům, když jej v prosinci 2021 nechovalo ani deset zoo. Jedinou zoo v Česku, kde je tento druh chován, je Zoopark Zájezd ve středních Čechách. Zoopark Zájezd chová pár těchto ptáků.